# Dolbysystem
Et Dolbysystem, Dolby støjreduktion eller Dolby NR (NR står får engelsk noise reduction), er et af en serie af støjreduktionssystemer udviklet af Dolby Laboratories til brug ved analog lydbåndoptagelse og afspilning.
Den første var Dolby A, et professionelt bredbåndsstøjreduktionssystem til optagestudier i 1965, men det mest kendte er Dolby B (introduceret i 1968), et slags frekvensbåndssystem til forbrugermarkedet, som hjalp med at gøre high-fidelity praktisk på kassettebånd via kassettebåndoptagere, som brugte en relativt støjende båndstørrelse og båndhastighed. Det er almindeligt på high-fidelity stereobåndafspillere og stereobåndoptagere indtil i dag (år 2000), selvom Dolby fra 2016 er ophørt med at licensere teknologien til nye kassettebåndoptagere. Af støjreduktionssystemerne er Dolby A og Dolby SR udviklet til professionel brug. Dolby B, Dolby C og Dolby S er designet til forbrugermarkedet. Bortset fra Dolby HX fungerer alle Dolby-varianterne ved at komprimere dynamikområdet af lyden under optagelse og udvide det under afspilning.
En kendt ulempe ved alle Dolby støjreduktionssystemerne er, at disse forudsætter en nøjagtig kalibrering af båndoptagelse signalstyrken og frekvensgangen ved indspilning og afspilning. Hvert båndtype og hver båndvariant har sin egen følsomhed, bias-krav og frekvensgang. Hvis kalibreringen ikke passede med båndet, vil lydkvaliteten forringes mærkbart - fx støjpumpning og forringelse af stereobilledet. Mange kassettebåndoptagere havde ingen bruger kalibreringsmuligheder. Nogle få fra 1990'erne havde manuel kalibrering og andre automatisk kalibrering efter tryk på en knap.

## Dolby HX og Dolby HX Pro
Dolby HX og Dolby HX Pro anvendes kun under optagelsesprocessen. Det forbedrede signal-til-støj-forhold er tilgængeligt uanset hvilken båndoptager båndet afspilles på, og derfor er Dolby HX og Dolby HX-Pro ikke et støjreduktionssystem på samme måde som Dolby A, B, C & S, selvom det hjælper med at forbedre støjreducerende kodnings-/afkodningsnøjagtighed ved at reducere båndets ikke-linearitet. Nogle pladeselskaber udgav HX-Pro forindspillede kassettebånd i slutningen af 1980'erne og begyndelsen af 1990'erne.

### Problemdefinition
Magnetbånd er i sagens natur ikke-lineær på grund af hysterese af det magnetiske materiale. Hvis et analogt signal blev optaget direkte på magnetbånd, ville dets gengivelse blive ekstremt forvrænget på grund af denne ikke-linearitet. For at overvinde dette blandes et højfrekvent signal, kendt som bias, ind i det optagede signal, som "skubber" signalets indhylning ind i det lineære område. Hvis/når lydsignalet indeholder stærkt højfrekvent indhold (især fra slagtøjsinstrumenter såsom hi-hat bækkener), øger dette den konstante bias, der forårsager magnetisk mætning (giver ulinearitet) på båndoptagelsen. Dynamisk bias eller adaptiv bias reducerer automatisk bias-signalet i nærvær af stærke højfrekvente signaler, hvilket gør det muligt at optage på et højere signalniveau.

### Løsning
Den originale Dolby HX (HX står for Headroom eXtension kan oversættes til dynamikområde udvidelse) blev opfundet i 1979 af Kenneth Gundry fra Dolby Laboratories, og blev afvist af industrien på grund af dens iboende fejl. Bang & Olufsen fortsatte arbejdet i samme retning, hvilket resulterede i et patent fra 1981 (EP 0046410) af Jørgen Selmer Jensen. Bang & Olufsen licenserede øjeblikkeligt HX-Pro til Dolby Laboratories, og fastsatte en prioritetsperiode på flere år for brug i forbrugerprodukter, for at beskytte deres egen Beocord 9000 kassettebåndoptager. I midten af 1980'erne blev Bang & Olufsen-systemet, markedsført gennem Dolby Laboratories, en industristandard under navnet Dolby HX Pro.